# 상리로 (전주시)
상리로(Sangri-ro)는 전북특별자치도 전주시 덕진구 팔복동2가에서 팔복동1가까지 이르는 전주시도로 총 연장은 624m이다. 도로명은 옛부터 사용하였던 지명을 명칭으로 부여, 상리마을 명칭을 반영한 것에서 유래되었다.

## 노선 정보
- 총 연장 : 0.624 km
- 기점 : 전북특별자치도 전주시 덕진구 팔복동2가 177-16대 (기린대로와 교차)
- 종점 : 전북특별자치도 전주시 덕진구 팔복동1가 141-7답 (팔복로와 교차, 덕촌길과 직결)

## 지리

### 통과하는 지자체
- 전주시 (덕진구)
  - 팔복동1가 - 팔복동2가

### 접촉하는 도로
- 기린대로
- 팔복로
- 덕촌길 (직결)

### 주변에 있는 시설
- 정길순아카데미
- 농협목우촌전북총판장
- 삼우냉동
- 동서해종합식품
- KS자동차공업사
- 미니스톱 전주공단점